# Chinese Super League (2017)
Rozgrywki 2017 były 14. sezonem w historii profesjonalnej Super League. Tytułu mistrzowskiego broniło Guangzhou Evergrande. Sezon toczył się systemem kołowym. Udział w nim wzięło czternaście zespołów z poprzednich rozgrywek i dwie drużyny, które awansowały z China League One. Po sezonie z ligi spadły zespoły Yanbian Funde i Liaoning Whowin. Mistrzostwo po raz siódmy z rzędu zdobyła drużyna Guangzhou Evergrande.

## Zespoły
| Uczestnicy poprzedniej edycji                                                                                 | Uczestnicy poprzedniej edycji | Uczestnicy poprzedniej edycji | Uczestnicy poprzedniej edycji |
| --- | ----------------------------- | ----------------------------- | ----------------------------- |
| GUO | Beijing Guo’an                |                               |                               |
| YAT | Changchun Yatai               |                               |                               |
| CHL | Chongqing Lifan               |                               |                               |
| GZE | Guangzhou Evergrande          |                               |                               |
| GRF | Guangzhou R&F                 |                               |                               |
| HCF | Hebei China Fortune           |                               |                               |
| HEN | Henan Jianye                  |                               |                               |
| JIA | Jiangsu Suning                |                               |                               |
| LWH | Liaoning Whowin               |                               |                               |
| SLT | Shandong Luneng Taishan       |                               |                               |
| SSH | Shanghai Shenhua              |                               |                               |
| SIP | Shanghai SIPG                 |                               |                               |
| TED | Tianjin Teda                  |                               |                               |
| YAN | Yanbian Funde                 |                               |                               |
| Awans z China League One 2016                                                                                 |                               |                               |                               |
| TJQ | Tianjin Quanjian              |                               |                               |
| GZZ | Guizhou Hengfeng Zhicheng     |                               |                               |
| Oznaczenia: - kolumna pierwsza – skróty nazw drużyn, - kolumna trzecia – miejsce zajęte w poprzednim sezonie. |                               |                               |                               |

## Tabela
| Lp. | Drużyna                   | M  | Z  | R  | P  | Bramki | Bramki | Różn. | Pkt | Uwagi                            | Bezpośrednio            |
| --- | ------------------------- | -- | -- | -- | -- | ------ | ------ | ----- | --- | -------------------------------- | ----------------------- |
| 1   | Guangzhou Evergrande (M)  | 30 | 20 | 4  | 6  | 69     | 42     | +27   | 64  | Liga Mistrzów AFC • Faza grupowa |                         |
| 2   | Shanghai SIPG             | 30 | 17 | 7  | 6  | 72     | 39     | +33   | 58  | Liga Mistrzów AFC • 3QR          |                         |
| 3   | Tianjin Quanjian          | 30 | 15 | 9  | 6  | 46     | 33     | +13   | 54  | Liga Mistrzów AFC • 3QR          |                         |
| 4   | Hebei China Fortune       | 30 | 15 | 7  | 8  | 55     | 38     | +17   | 52  |                                  | GRF 1-1 HCF HCF 2-1 GRF |
| 5   | Guangzhou R&F             | 30 | 15 | 7  | 8  | 59     | 46     | +13   | 52  |                                  | GRF 1-1 HCF HCF 2-1 GRF |
| 6   | Shandong Luneng Taishan   | 30 | 13 | 10 | 7  | 49     | 33     | +16   | 49  |                                  |                         |
| 7   | Changchun Yatai           | 30 | 12 | 8  | 10 | 46     | 41     | +5    | 44  |                                  |                         |
| 8   | Guizhou Hengfeng Zhicheng | 30 | 12 | 6  | 12 | 39     | 45     | −6    | 42  |                                  |                         |
| 9   | Beijing Guo’an            | 30 | 11 | 7  | 12 | 42     | 42     | 0     | 40  |                                  |                         |
| 10  | Chongqing Lifan           | 30 | 9  | 9  | 12 | 37     | 40     | −3    | 36  |                                  |                         |
| 11  | Shanghai Shenhua1         | 30 | 9  | 8  | 13 | 52     | 55     | −3    | 35  | Liga Mistrzów AFC • Faza grupowa |                         |
| 12  | Jiangsu Suning            | 30 | 7  | 11 | 12 | 40     | 45     | −5    | 32  |                                  |                         |
| 13  | Tianjin Teda              | 30 | 8  | 7  | 15 | 30     | 49     | −19   | 31  |                                  |                         |
| 14  | Henan Jianye              | 30 | 7  | 9  | 14 | 34     | 46     | −12   | 30  |                                  |                         |
| 15  | Yanbian Funde (S)         | 30 | 5  | 7  | 18 | 32     | 64     | −32   | 22  | Spadek do China League One       |                         |
| 16  | Liaoning Whowin (S)       | 30 | 4  | 6  | 20 | 30     | 74     | −44   | 18  | Spadek do China League One       |                         |

## Najlepsi strzelcy
| Poz. | Zawodnik          | Zespół                    | Bramki |
| ---- | ----------------- | ------------------------- | ------ |
| 1    | Eran Zahawi       | Guangzhou R&F             | 27     |
| 2    | Ezequiel Lavezzi  | Hebei China Fortune       | 20     |
| 2    | Ricardo Goulart   | Guangzhou Evergrande      | 20     |
| 2    | Wu Lei            | Shanghai SIPG             | 20     |
| 5    | Bubacarr Trawally | Yanbian Funde             | 18     |
| 6    | Hulk (piłkarz)    | Shanghai SIPG             | 17     |
| 7    | Jonathan Soriano  | Beijing Guo’an            | 16     |
| 8    | Odion Ighalo      | Changchun Yatai           | 15     |
| 8    | Giovanni Moreno   | Shanghai Shenhua          | 15     |
| 8    | Nikica Jelavić    | Guizhou Hengfeng Zhicheng | 15     |
| 8    | Diego Tardelli    | Shandong Taishan          | 15     |
| 8    | Alexandre Pato    | Tianjin Quanjian          | 15     |

Źródło: